# Ô-de-Selle
Ô-de-Selle ist eine französische Gemeinde mit 1.153 Einwohnern (Stand: 1. Januar 2022) im Département Somme in der Region Hauts-de-France. Sie gehört zum Arrondissement Amiens und zum Kanton Ailly-sur-Noye.
Sie entstand als Commune nouvelle mit Wirkung vom 1. Januar 2019 durch die Zusammenlegung der bisherigen Gemeinden Lœuilly, Neuville-lès-Lœuilly und Tilloy-lès-Conty, die in der neuen Gemeinde den Status einer Commune déléguée haben. Der Verwaltungssitz befindet sich im Ort Lœuilly.

## Gliederung
| Ortsteil                  | ehemaliger INSEE-Code | Fläche (km²) | Einwohnerzahl zum 1. Januar 2022 |
| ------------------------- | --------------------- | ------------ | -------------------------------- |
| Lœuilly (Verwaltungssitz) | 80485                 | 17,21        | 792                              |
| Neuville-lès-Lœuilly      | 80594                 | 03,17        | 108                              |
| Tilloy-lès-Conty          | 80761                 | 06,34        | 253                              |

## Lage
Nachbargemeinden sind Fossemanant im Nordwesten, Nampty im Norden, Saint-Sauflieu im Nordosten, Oresmaux im Osten, Bosquel und Essertaux im Südosten, Conty im Süden und Namps-Maisnil im Westen.